# Spitalkirche Heiliggeist (Eggenfelden)

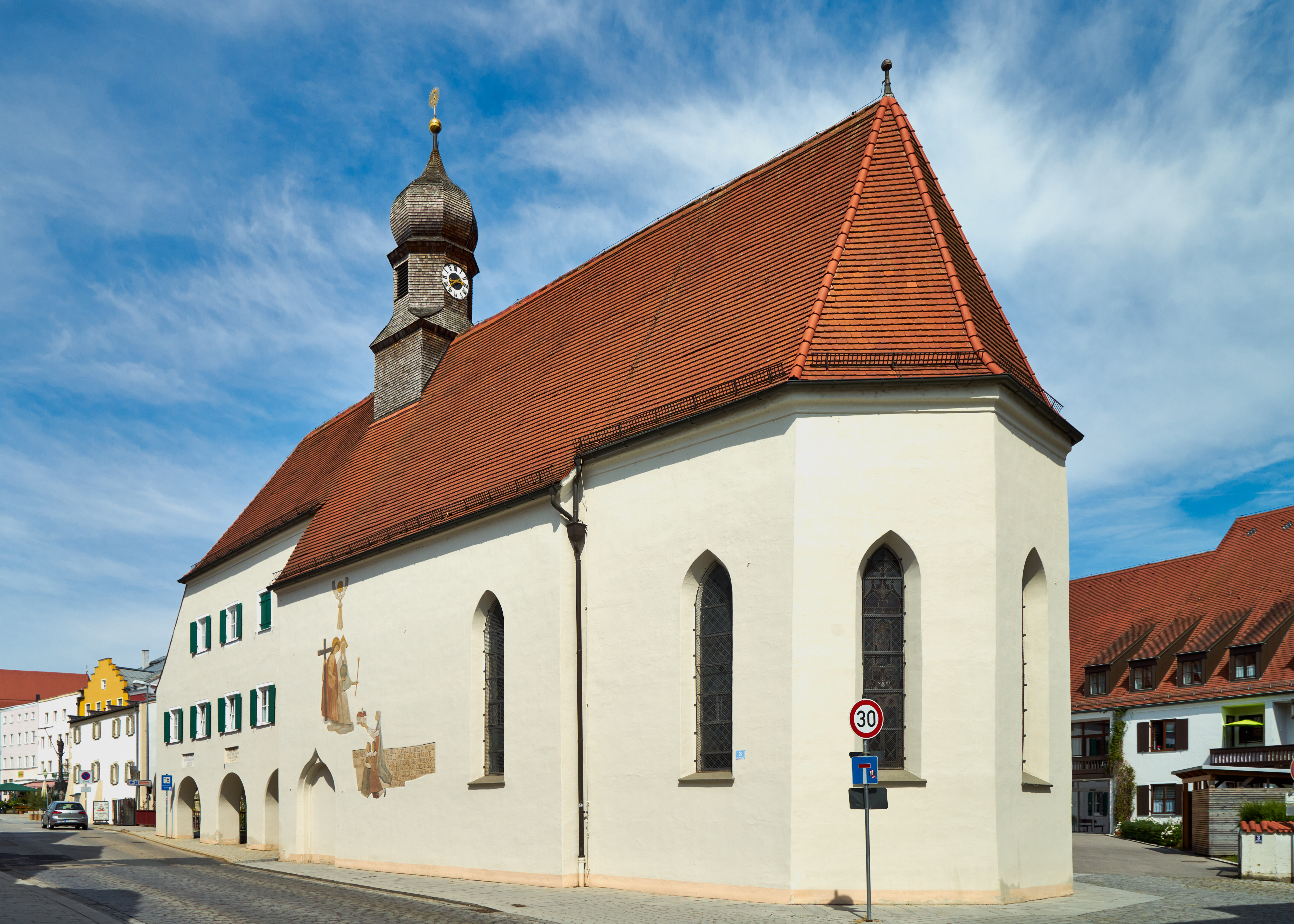
Spitalkirche Heiliggeist in Eggenfelden

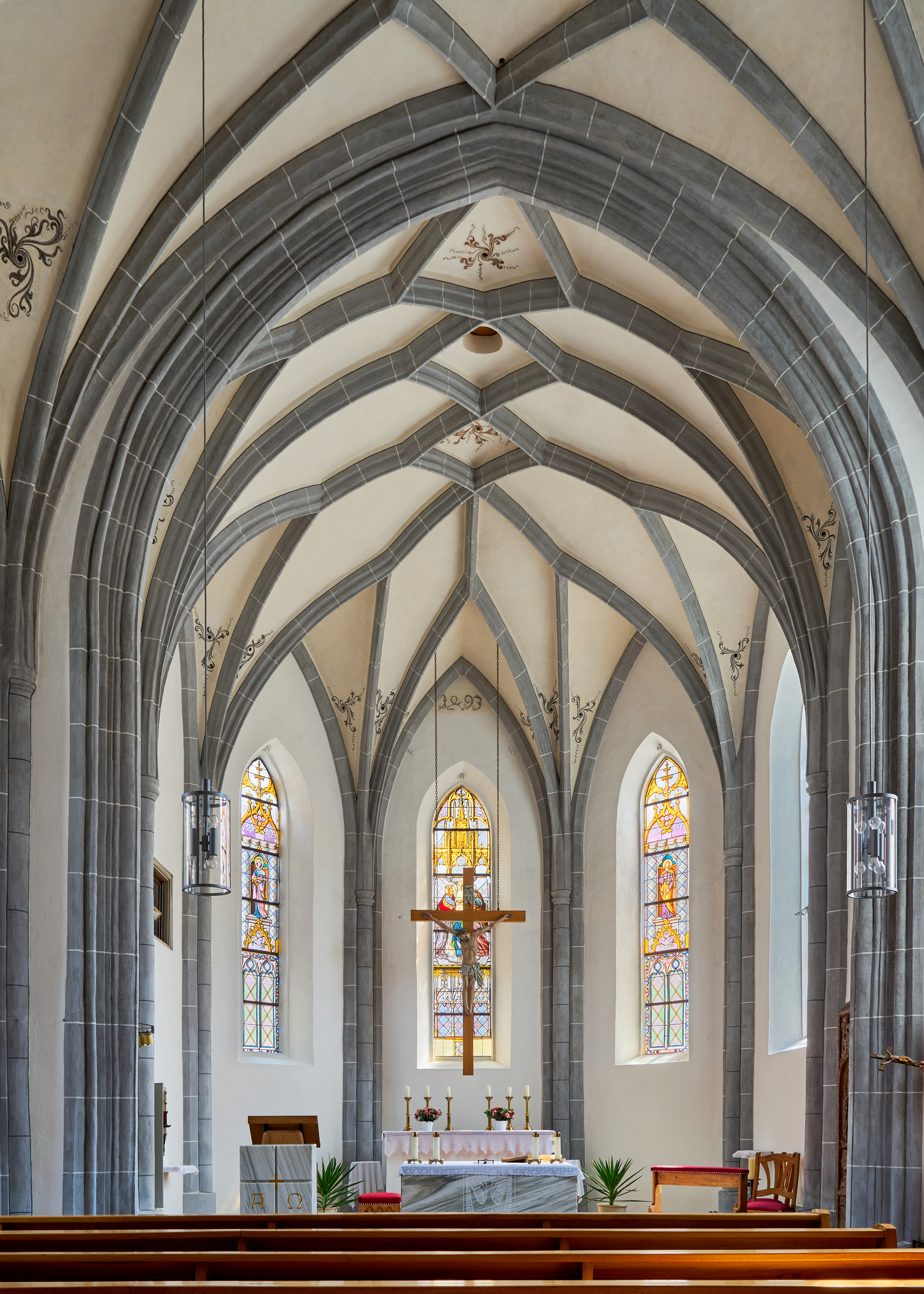
Blick zum Altar

Die römisch-katholische Spitalkirche Heiliggeist steht in der Stadt Eggenfelden im niederbayerischen Landkreis Rottal-Inn. Sie ist in der Liste der Baudenkmäler in Eggenfelden unter der Nummer D-2-77-116-19 eingetragen. Die Kirche gehört zum Dekanat Dingolfing-Eggenfelden im Bistum Regensburg.

## Beschreibung
Die Spitalkirche wurde 1492 von Magdalena von Lengfeld gestiftet, die dort auch beigesetzt ist. Die spätgotische Saalkirche besteht aus dem Langhaus zu drei Jochen, dem eingezogenen, dreiseitig geschlossenen Chor zu zwei Jochen im Süden und einer Sakristei an der Ostwand des Chors. Das Langhaus wurde an der Ostseite um ein Seitenschiff erweitert. Auf dem Satteldach des Langhauses erhebt sich ein quadratischer, mit einer Zwiebelhaube bedeckter Dachreiter, dessen achteckiges Obergeschoss den Glockenstuhl und die Turmuhr enthält. Der Innenraum des Langhauses ist mit einem Kreuzrippengewölbe überspannt.
Die marmorne Grabplatte der Stifterin, die ursprünglich die Deckplatte eines vor dem Chor befindlichen Hochgrabes war, wurde mit einem Relief verziert, auf dem die Verstorbene kniend und betend dargestellt ist. Darunter befinden sich drei Wappen.